# Dramatiker
En dramatiker är en person som skriver teaterpjäser. Motsvarande yrkesroll inom film, television, radio, datorspel och nya medier kallas oftast manusförfattare, även om arbetsuppgifterna är likartade. En äldre benämning för dramatiker var dramaturg, ett ord som i dagens svenska istället syftar på en teateranställd som granskar och anpassar en teaterpjäs för sceniskt uppförande.

## Sverige
I Sverige är yrkesverksamma dramatiker organiserade i Dramatikerförbundet. Oftast är dramatiker frilansare och egenföretagare. I Sverige finns cirka 650 yrkesverksamma dramatiker och av dessa arbetar cirka hälften inom scen och hälften inom film och television.

## Exempel på dramatiker
- William Shakespeare
- Molière
- Ludvig Holberg
- Henrik Ibsen
- Bertolt Brecht
- Zygmunt Krasiński
- Tom Stoppard
- August Strindberg
- Bengt Bratt
- Lars Molin
- Suzanne Osten
- Lars Norén
- Maria Blom
- Hélène Cixous
- Harold Pinter
- Jonas Gardell
- Victor Hugo
- Ylva Lööf